# ケネス・キッチン
ケネス・アンダーソン・キッチン（Kenneth Anderson Kitchen、1932年 - 2025年）は、イギリスのエジプト学者、言語学者、聖書学者である。リヴァプール大学のエジプト語とコプト語の教授を務めた。K.A.キッチンと表記されることが多い。

## 経歴
1932年スコットランドのアバディーンで生まれる。1951年から1956年にリヴァプール大学でエジプト語とヘブル語を学び、首席で卒業した。1956年から1957年まで、古代エジプト語における西アジア語の借用語についての博士論文を執筆する。1957年から1974年に母校リヴァプール大学のエジプト語とコプト語の講師に就任して、今日に至る。
古代エジプト、古代オリエント、旧約聖書の三つの分野についての研究で多数の論文と著書がある。